# Marcus Galerius Trachalus
Marcus Galerius Trachalus (1. század) római szónok.
Jeles szónok volt, 68-ban consul is volt. Tacitus szerint ő írta meg Otho császár beszédeit. Otho bukása után Vitellius felesége, Galeria vette pártfogásába.